# George Chisholm
George Chisholm (* 29. März 1915 in Glasgow; † 6. Dezember 1997 in London) war ein schottischer Jazz-Posaunist, Arrangeur und Bandleader. Er gilt als einer der Pioniere des britischen Jazz der 1930er Jahre und als der erste bedeutende britische Jazz-Solist.

## Leben und Wirken
George Chisholm entstammt einer Musikerfamilie; seine Karriere begann im Glasgow Playhouse Orchestra. Mitte der 1930er Jahre ging er nach London und arbeitete in Teddy Joyces Band und anderen Tanzorchestern, spielte in Nachtclubs und veranstaltete Jam-Sessions mit Fats Waller, Coleman Hawkins und Benny Carter. Mit diesem ging er 1937 in die Niederlande und nahm Platten mit dem holländischen Ramblers Orchestra auf. Nach Leonard Feather war diese Band das erste gemischtrassige internationale Orchester, bestehend aus Westindern, US-Amerikanern und Briten. Bei seiner Rückkehr nach England trat Chisholm in das Ambrose Orchestra ein; 1939 ging daraus die Formation The Heralds of Swing hervor, eine Band, in der alle Mitglieder gleiche Rechte hatten. Mitglieder dieser Band waren die Schotten Tommy McQuater und Archie Craig. Viele Mitglieder, wie auch Chisholm, traten dann zu Beginn des Zweiten Weltkrieges in die Royal Air Force ein und wurden Mitglieder des RAF-Tanzorchesters, bekannter unter dem Namen The Squadronaires. Es bestand nach Kriegsende weiter; bis 1950 war Chisholm Mitglied dieser Band. Legendär waren seine Posaunen-Duette mit Eric Breeze.
Nach seiner Entlassung aus der Armee arbeitete Chisholm bei der BBC unter Cyril Stapleton. Er war Mitglied des Wally Stott’s Orchestra in der BBC-Radiosendung The Goon Show. Chisholm spielte auch mit Jack Parnells Big Band und mit Kenny Bakers Formation Baker’s Dozen. Außerdem war er ein vielgefragter Sessionmusiker im Umfeld des traditionellen und des Mainstream Jazz, hatte Auftritte in Radio-, Fernseh- und Varietéshows.
Ab Anfang der 1960er Jahre spielte Chisholm als Komödiant in der BBC-Fernsehshow The Black and White Minstrel Show mit. Darüber hinaus hatte er Auftritte in etlichen anderen TV-Sendungen, sowohl als Musiker als auch als Komödiant. Mitte der 1960er hatte Chisholm Nebenrollen in zwei Richard-Lester-Filmkomödien.
Im Laufe seiner Karriere spielte Chisholm mit Kenny Ball, Sandy Brown, Wild Bill Davison, Dill Jones, Humphrey Lyttelton, Fats Waller (1938), Alex Welsh und Mike Westbrook. Im Jahr 1984 wurde Chisholm der Orden Order of the British Empire verliehen. In den 1980er und 1990er Jahren trat er noch auf Festivals und in Clubs auf. Mitte der 1990er Jahre, nach dem Tod seiner Frau, zog sich Chisholm von der Musikszene zurück. Er starb im Dezember 1997 im Alter von 82 Jahren.

## Diskographische Hinweise
- Early Days 1935-1944 (Timeless) mit Kenny Baker, Leonard Feather
- Chis (1956) mit Bill Le Sage, Phil Seamen, Harry Klein, Joe Harriott
- In a Mellow Tone (Lake, 1972/73) mit Tony Coe, Kenny Baker

## Anmerkung
1. ↑  zit. nach Charles Fox

| Personendaten    | Personendaten                                         |
| ---------------- | ----------------------------------------------------- |
| NAME             | Chisholm, George                                      |
| KURZBESCHREIBUNG | schottischer Jazz-Posaunist, Arrangeur und Bandleader |
| GEBURTSDATUM     | 29. März 1915                                         |
| GEBURTSORT       | Glasgow                                               |
| STERBEDATUM      | 6. Dezember 1997                                      |
| STERBEORT        | London, England                                       |